# Näsudden
Näsudden este o arie protejată (arie specială de conservare — SAC, sit de importanță comunitară — SCI, arie de protecție specială avifaunistică — SPA) din Suedia întinsă pe o suprafață de 51,4 ha, integral pe uscat.

## Localizare
Centrul sitului Näsudden este situat la coordonatele 57°04′04″N 18°14′07″E / 57.0678°N 18.2354°E.

## Înființare
Situl Näsudden a fost declarat sit de importanță comunitară în aprilie 2004 pentru a proteja 6 specii de animale. Alte tipuri de protecție:
- arie de protecție specială avifaunistică (în aprilie 2004)[2]
- arie specială de conservare (în martie 2011)[1][3][4]

## Biodiversitate
Situată în ecoregiunile boreală și marină baltică, aria protejată conține 3 habitate naturale: Pajiști cu Molinia pe soluri calcaroase, turboase sau argilos-nămoloase (Molinion caeruleae), Pășuni de coastă din Baltica boreală, Pajiști uscate seminaturale și facies de acoperire cu tufișuri pe substraturi calcaroase (Festuco-Brometalia) (* situri importante pentru orhidee).
La baza desemnării sitului se află mai multe specii protejate de  păsări (6): Branta leucopsis, Calidris alpina schinzii, ciocântors (Recurvirostra avosetta), chiră mică (Sterna albifrons), chiră de baltă (Sterna hirundo), Sterna paradisaea.